# 顏思齊

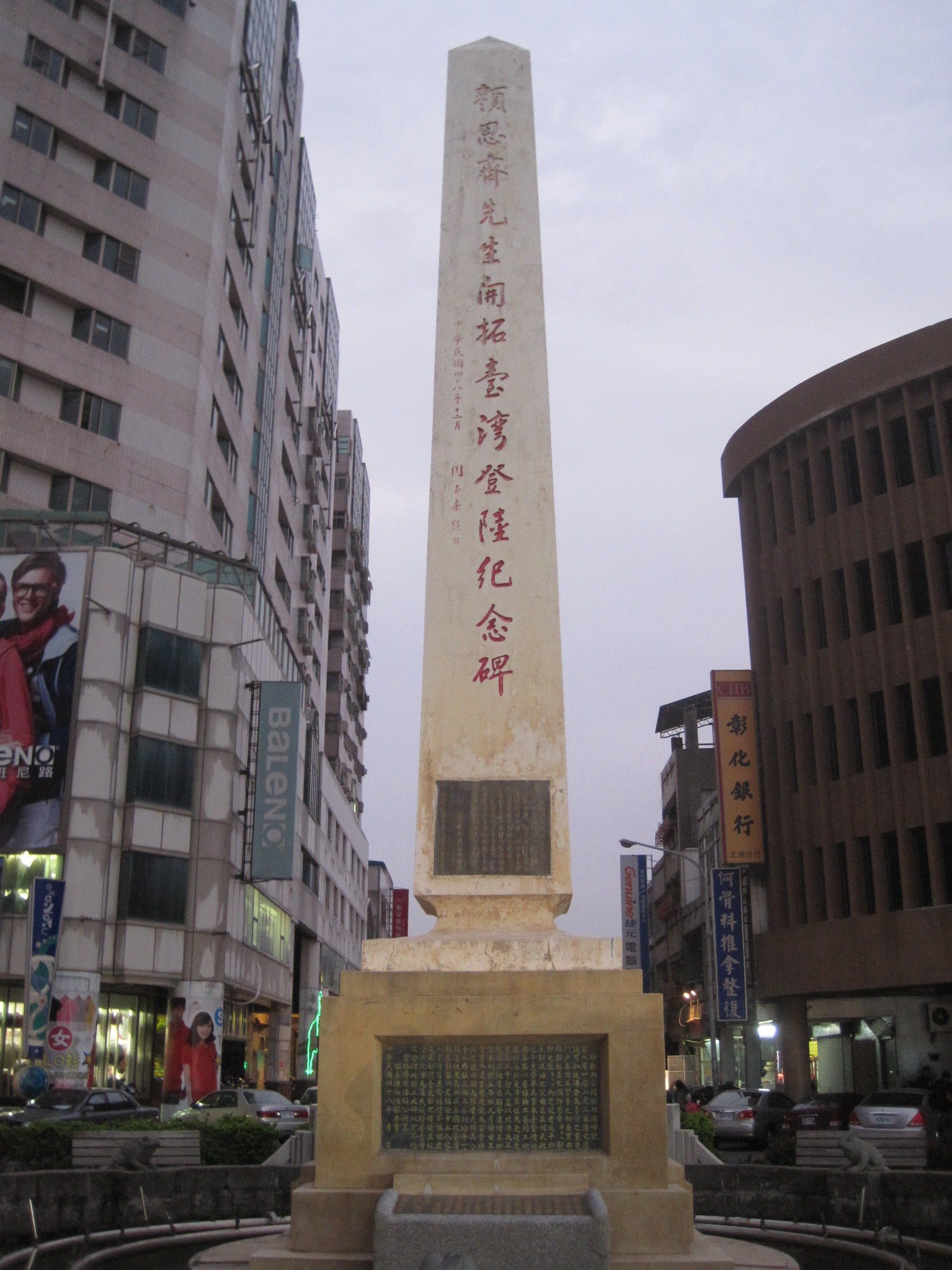
台湾云林县北港顏思齊先生開拓臺灣登陸紀念碑

顏思齊（1586年—1625年9月），字振泉，一字樞泉，漳州海澄青礁村（今属厦门市）人，精通武術，為人豪爽，廣受敬重。17世紀東亞知名的武裝海商，曾為方便經商於馬尼拉受洗為天主教徒，教名為伯鐸（Pedro），故當時以Pedro Chino而知名。曾以臺灣作為基地，是早期開拓臺灣的漢人。可能是倭寇海商甲必丹李旦的副手。

## 人物生平
顏思齊在正史中的紀錄
後有學者找到崇禎八年（1635年）盧化鰲所著《太史李公居鄉頌德碑記》，其中提到：「自天啟壬戌以後，紅夷與海寇顏思齊交訌……」以及明代官書《崇祯长编》載：「初，海寇鄭芝龍先從海賊顏樞泉；樞泉死，遂有其眾。」根據這些記錄，認為顏思齊真有其人；西方文獻所記載，翁佳音{中央研究院台灣史研究所兼任研究員}根據荷蘭東印度公司等史料判斷，認定就是顏思齊，顏思齊是李旦的得力助手，負責李旦在台灣的活動和實際運作李旦的武裝部隊集團:98-102。
目前關於顏思齊的資料多來自具有小說性質的清江日昇《台灣外記》。該書描述，顏思齊其實在明朝時是具有非常龐大勢力的，顏思齊精於武藝，早年因遭宦家之辱，殺其僕人而逃往日本，以裁縫為生。在日本數年之後，家境逐漸富裕，又仗義疏財，廣交豪傑，號稱日本甲螺（頭目）。當時的華人至日本經商，多至長崎，而長崎的華商之中，又以福建泉州晉江人的船主楊天生與顏思齊最要好。因見當時的日本江户幕府文恬武嬉，暮氣沈沈，顏思齊遂與楊天生、鄭芝龍、李德、洪升、陳衷紀等二十六人結拜，預備造反。結果事情敗露，出亡海上，陳衷纪建議逃往台灣。
不過上述顏思齊密謀推翻日本幕府政權的傳說，史界多認為係小說筆法，不足採信；除無任何史料佐證，其情節也不吻合日本正史：江户時代以來，原本以平户等離島為集散地的日本對外貿易，漸漸不能再由松浦家等地方勢力壟斷；掌握日本中央政權的幕府當局開始整頓對外貿易，推行朱印船（特許貿易船）制度以掌控貿易通路，又對西洋人，以及為經商而到日本的華人之活動範圍加以限制，致使華人海商集團在日本不再有利可圖。由此觀之，日本政治權力結構的變化可能才是顏思齊等人離開日本的原因。而康熙年間的鄭亦鄒記載，顏思齊因為聚眾勢大，遭幕府懷疑對己不利，被逐出日本。

## 來台
清治初期之後的文獻，開始出現1621年顏思齊引入留日漢人與日本人海商或海盜前往台灣的記載，另有記載為1624年。相傳顏思齊領十三艘船隻來到臺灣魍港巢居，開始海上為盜。1622年荷蘭東印度公司前往澎湖築城，明軍出兵包圍對峙，為解決長年嚴禁出海影響海上生計，留日的李旦1624年引介公司來到台灣，在台同夥顏思齊集團即與公司合作，懸掛親王旗以公司名義進行海上私掠前往荷蘭交戰敵國西班牙、葡萄牙控制的馬尼拉與澳門貿易的船隻，並與公司平分所獲，隨後集團亦與公司合作引進漳泉貧苦人民渡台從事開發，由公司提供資金、農具、牛隻，集團引介人力，為漢人開拓台灣之始。明鄭及清初的「諸羅外九莊」相傳留有顏氏開墾的遺跡。
1625年9月（翁佳音認為是10月23日），顏思齊於諸羅山（今嘉義）打獵途中染傷寒病逝，另有遭原住民擊殺、遭荷蘭人砲擊海盜時傷重致死等其他說法，得年37歲。顏思齊死後，所部歸於年方22歲的鄭芝龍統領。:101-102其墓位於台南市白河區內角里的將軍山（現今陸軍南測中心營區內）。

## 登臺據點
顏思齊在台灣巢居的據點，依《臺灣通史》載：「北港一名魍港，即今之笨港，地在雲林縣西」，認為在笨港（今雲林縣北港鎮），然而台灣史學界普遍認為魍港是今嘉義布袋，與笨港是不同的兩地。
戰後國民政府來台初期，1950年代突然出現顏思齊墓、顏思齊在台灣的據點為現今雲林北港鎮、水林鄉一帶的說法，1970年代又突然出現十寨地點的說法，而該等地點在17世紀初仍在海中或是海邊的沙汕，無法居住。在此之前原本當地流傳的是荷蘭人如紅毛路、紅毛井等傳說，水林鄉內有兩口七角井分別位於水北村（中庄七角井）和被稱是「洋毛港」的車港村，七角井是利用拱橋推砌的特殊工法，以及獨特建材紅磚所建造。台南市政府2020年整建赤崁樓園區，意外出土一口古井，工法與水林鄉內的七角井雷同，由於赤崁樓一帶有荷治時期的普羅民遮城、清代台灣縣署與周邊附屬機關等許多重要文資，使遺址出現受到重視。也獲得水林鄉民及雲林縣政府的認同，認為有助於顏思齊開台史實的考證，讓「台灣第一庄」的水林鄉歷史地位更加明確。
荷蘭古地圖將Poonkan（笨港）及Wanckan（魍港）分別標示:111，因此笨港並非魍港（今嘉義縣布袋鎮好美里），而史書上的北港也非今日的北港。現今布袋鎮好美里居民，流傳顏思齊在此上岸的故事:112，學者黃阿有推斷，顏思齊的據點應在魍港，並提出以下證據:115：
- 《讀史方輿紀要》提到北港在澎湖東南，但是笨港在澎湖東邊，魍港才在東南方。
- 笨港是清朝乾隆年間才改稱北港。
- 笨港是台灣荷西殖民時期時引進漢人新開發的聚落；魍港從16世紀中葉就一直是海盜的巢穴，荷蘭統治時已是漢人的大聚落。